# Бранненбург
Бранненбург (нем. Brannenburg, бав. Brannaburg) — коммуна в Германии, в земле Бавария.
Подчиняется административному округу Верхняя Бавария. Входит в состав района Розенхайм. Население составляет 5718 человек (на 31 декабря 2010 года). Занимает площадь 33,66 км².
Коммуна подразделяется на 3 сельских округа: Бранненбург, Дегерндорф-на-Инне и Гроссбранненберг.

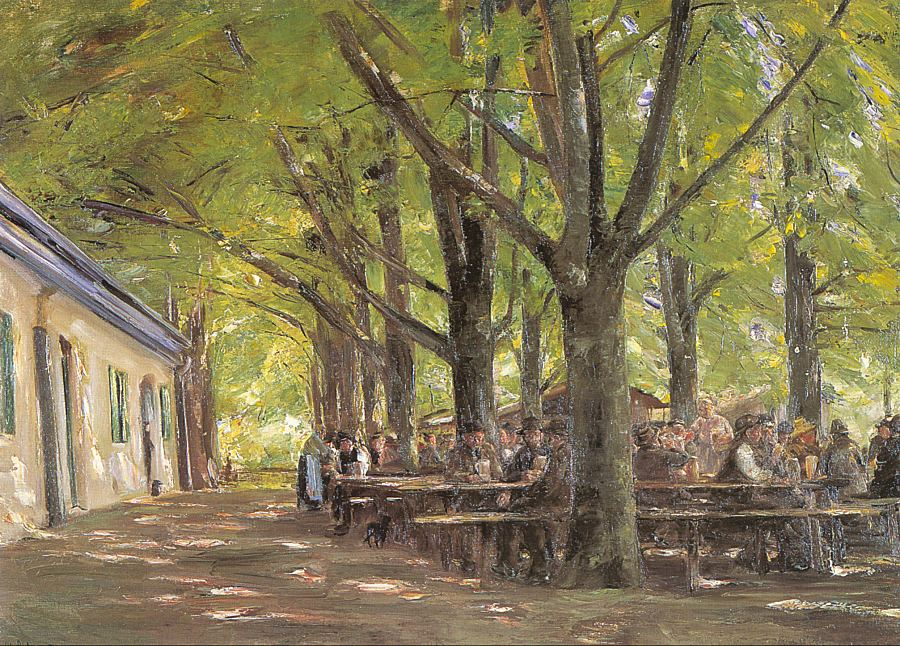
Бранненбург

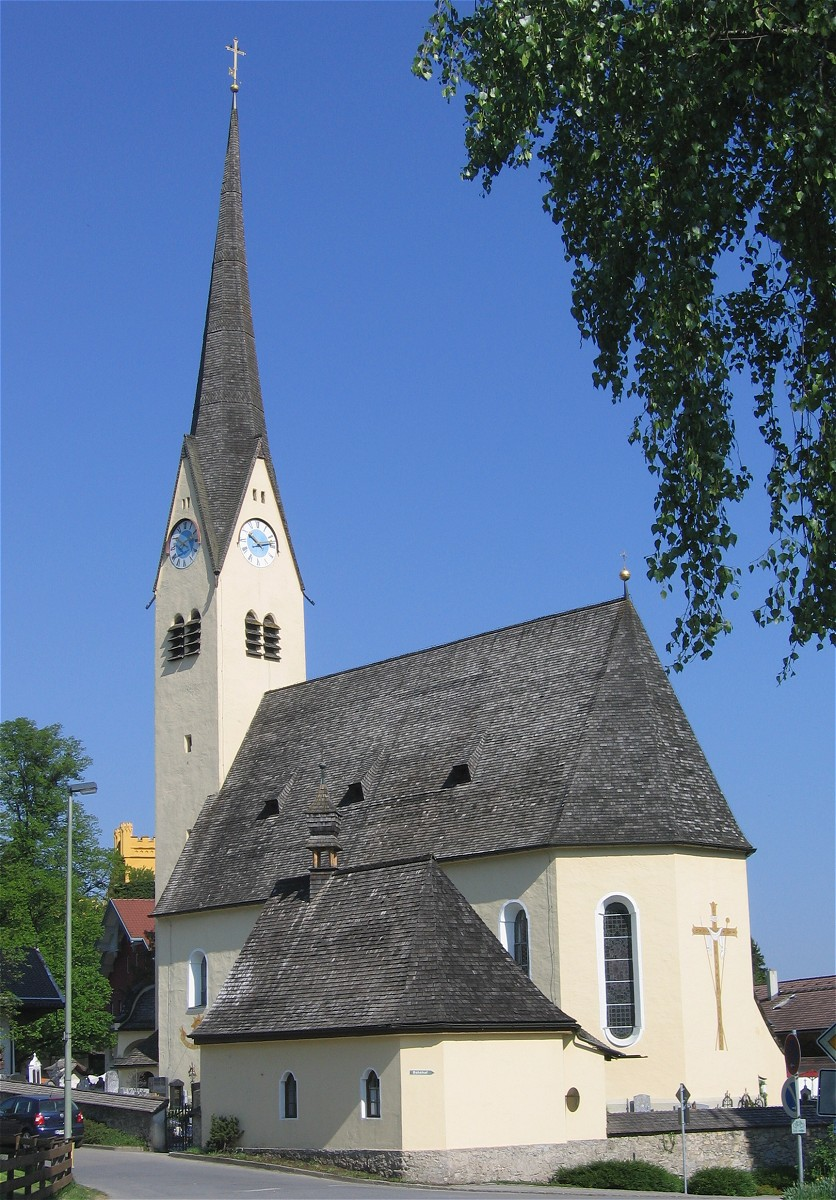
Костел в Бранненбурге

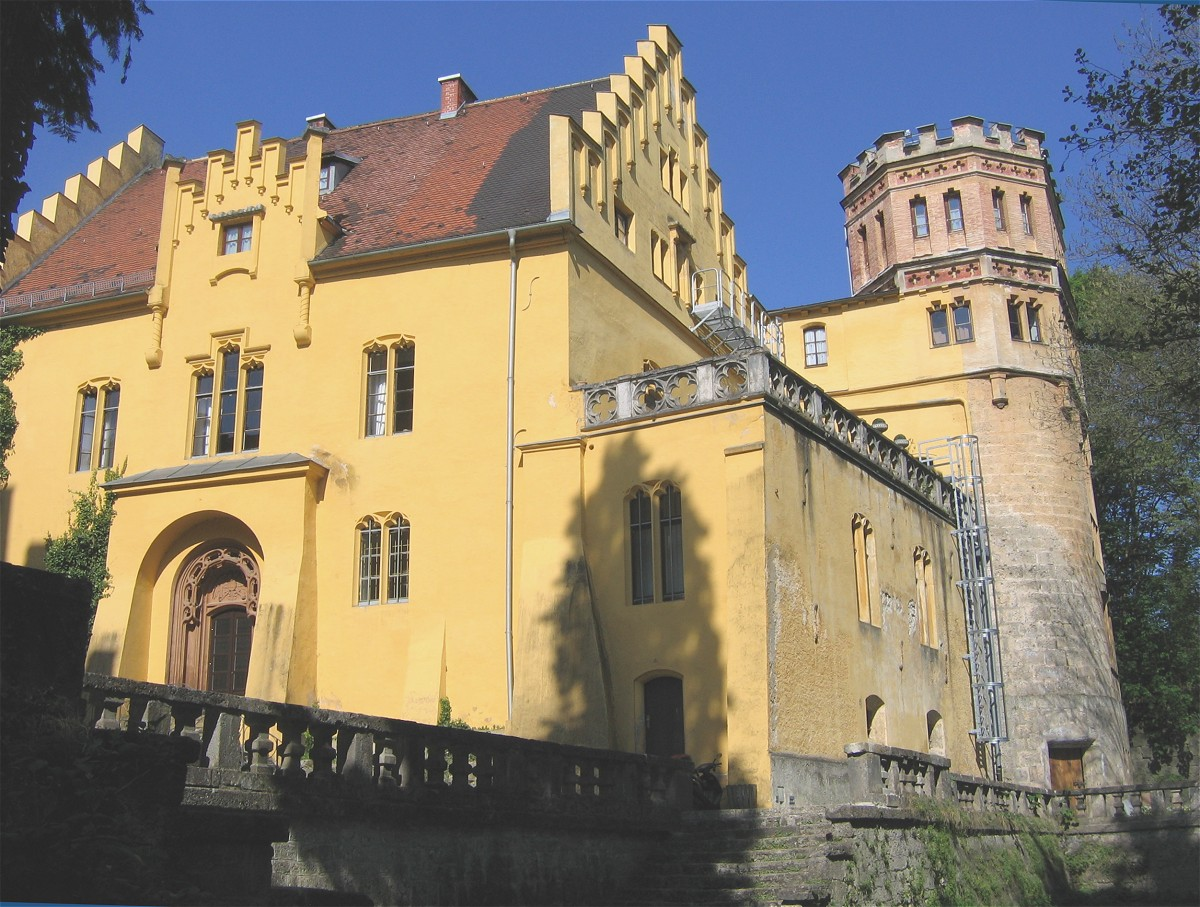
Замок в Бранненбурге